# Euchromia folfetii
Euchromia folfetii là một loài bướm đêm thuộc phân họ Arctiinae, họ Erebidae.